# Olympische Sommerspiele 1932/Kunstwettbewerbe
Bei den X. Olympischen Sommerspielen 1932 in Los Angeles wurden neun Kunstwettbewerbe in den Bereichen Baukunst, Literatur, Musik, Malerei und Grafik sowie Bildhauerkunst ausgetragen.

## Baukunst

### Städtebauliche Entwürfe
| Platz | Land | Künstler                  | Werk                                                                          |
| ----- | ---- | ------------------------- | ----------------------------------------------------------------------------- |
| 1     | GBR  | John Hughes               | „Plan einer mit Stadion verbundenen Sport- und Erholungsanlage für Liverpool“ |
| 2     | DEN  | Jens Hovmoller Klemmensen | „Plan eines Stadions und öffentlichen Parks“                                  |
| 3     | BEL  | André Verbeke             | „Plan eines Marathon-Parkes“                                                  |

### Architektonische Entwürfe
| Platz | Land | Künstler                                     | Werk                                     |
| ----- | ---- | -------------------------------------------- | ---------------------------------------- |
| 1     | FRA  | Gustave Saacke Pierre Montenot Pierre Bailly | „Stierkampfarena“                        |
| 2     | USA  | John Russell Pope                            | „Plan des Payne Whitney Gymnasiums“      |
| 3     | GER  | Richard Konwiarz                             | „Plan der Schlesierkampfbahn in Breslau“ |

## Musik
| Platz | Land | Künstler       | Werk             |
| ----- | ---- | -------------- | ---------------- |
| 1     |      | nicht vergeben |                  |
| 2     | TCH  | Josef Suk      | „Ins neue Leben“ |
| 3     |      | nicht vergeben |                  |

## Malerei und Grafik

### Gemälde
| Platz | Land | Künstler       | Werk                        |
| ----- | ---- | -------------- | --------------------------- |
| 1     | SWE  | David Wallin   | „Am Meeresstrand von Arlid“ |
| 2     | USA  | Ruth Miller    | „Ringkampf“                 |
| 3     |      | nicht vergeben |                             |

### Zeichnungen und Aquarelle
| Platz | Land | Künstler          | Werk            |
| ----- | ---- | ----------------- | --------------- |
| 1     | USA  | Lee Blair         | „Rodeo“         |
| 2     | USA  | Percy Crosby      | „Taschenmesser“ |
| 3     | NED  | Gerard Westermann | „Reiter“        |

### Grafik
| Platz | Land | Künstler                | Werk          |
| ----- | ---- | ----------------------- | ------------- |
| 1     | USA  | Joseph Webster Golinkin | „Beinschere“  |
| 2     | POL  | Janina Konarska         | „Stadion“     |
| 3     | GER  | Joachim Karsch          | „Stabwechsel“ |

## Bildhauerkunst

### Rundplastiken
| Platz | Land | Künstler                 | Werk            |
| ----- | ---- | ------------------------ | --------------- |
| 1     | USA  | Mahonri Mackintosh Young | „The Knockdown“ |
| 2     | HUN  | Miltiades Manno          | „Ringkampf“     |
| 3     | TCH  | Jakub Obrovský           | „Odysseus“      |

### Reliefs und Medaillen
| Platz | Land | Künstler                     | Werk                 |
| ----- | ---- | ---------------------------- | -------------------- |
| 1     | POL  | Józef Klukowski              | „Sportrelief II“     |
| 2     | USA  | Frederick William MacMonnies | „Lindbergh-Medaille“ |
| 3     | CAN  | Robert Tait McKenzie         | „Athleten-Abzeichen“ |

## Sonstige Auszeichnungen
Franz Schmid (Deutschland) und Toni Schmid (Deutschland) wurden mit dem Olympischen Bergsteigerpreis Prix olympique d’alpinisme für die erste Besteigung der Nordseite des Matterhorns ausgezeichnet.